# يوناتان نتنياهو
يوناتان "يوني" نتنياهو (13 مارس 1946 - 4 يوليو 1976)، ضابط عسكري إسرائيلي، قاد وحدة "ساييرت متكال" خلال عملية عنتيبي. أُطلقت العملية ردًا على اختطاف رحلة ركاب مدنية دولية عام 1976 من قِبل مسلحين فلسطينيين وألمان كانت متجهة من إسرائيل إلى فرنسا، حيث سيطروا على الطائرة أثناء توقفها في اليونان وحولوها إلى ليبيا ثم أوغندا، وحصلوا على دعم من الرئيس الأوغندي عيدي أمين. ورغم نجاح العملية الإسرائيلية حيث أنقذ 102 من أصل 106 رهائن، قُتل يوناتان نتنياهو في العملية، وكان الجندي الإسرائيلي الوحيد الذي فقد حياته خلال الأزمة.
يوناتان هو الابن الأكبر للمؤرخ الإسرائيلي بن صهيون نتنياهو وشقيق رئيس الوزراء الحالي بنيامين نتنياهو. وُلد في مدينة نيويورك وقضى جزءًا كبيرًا من طفولته في الولايات المتحدة، التحق بالمدرسة الثانوية  ودرس لفترة وجيزة بجامعة هارفارد بعد خدمته في الجيش الإسرائيلي خلال حرب الأيام الستة وقبل أن ينتقل إلى الجامعة العبرية في القدس عام 1968. ولكنه سرعان ما ترك دراسته وعاد إلى الخدمة العسكرية في إسرائيل. انضم إلى وحدة "ساييرت متكال" في أوائل السبعينيات وحصل على وسام الخدمة المميزة تقديرًا لبطولته خلال حرب أكتوبر. وبعد وفاته، تم تغيير اسم عملية عنتيبي إلى "عملية يوناتان" تكريمًا له.

## وصلات خارجية
- يوناتان نتنياهو على موقع IMDb (الإنجليزية)
- يوناتان نتنياهو على موقع كينوبويسك (الروسية)

- "Raid on Entebbe" video, Israel TV short, 1 min.
- "Operation Thunderbolt" video documentary, 9 min. part 1
- "Operation Yonatan" video clips, 3 min.
- Memorial site
- 28 Years For the Fall of Yonatan Netanyahu (Hebrew)
- isayeret.com – The Israeli Special Forces Database
- Cheltenham High School Hall of Fame Biography